# Cronenfeld
Das Wuppertaler Wohnquartier Cronenfeld ist eines von sieben Quartieren des Stadtbezirks Cronenberg.

## Geographie
Das 2,75 km² große Wohnquartier liegt im Süden Wuppertals. Östlich des Wohnquartiers grenzt die Nachbarstadt Remscheid, im Tal des Morsbaches befindet sich die Gemeindegrenze. Cronenfeld reicht dann im Süden bis an die Stelle, an der die Hastener Straße die Gemeindegrenzen überschreitet. Im Süden liegt das Wohnquartier Cronenberg-Mitte, erst ab Hastener Straße verläuft die Quartiergrenze in nordwestlicher Richtung. Im Westen stellt der Nöllenhammer Bach die Landmarke der Quartiersgrenze dar. Das Wohnquartier Küllenhahn grenzt im Norden an Cronenfeld, ausgehend von der Mündung des Nöllenhammer Baches stellt der Burgholzbach bis knapp vor der Siedlung Neuenhaus/Wilhelmring die Wohnquartiersgrenze. Hier folgt die Grenzziehung der ehemaligen Trasse der Burgholzbahn, angrenzend an das Wohnquartier Hahnerberg.
Vonkeln, früher Vohwinkel (nicht zu verwechseln mit dem Stadtteil), ist ein alter Siedlungskern. Dort existiert Deutschlands einziger Verein, der dem alten Sport des Pickens nachgeht. Eine moderne Siedlung liegt am Mastweg. Am Burgholzbach liegt der Nöllenhammer.
Zu den weiteren Ortslagen und Außenortschaften zählen Vorder- und Hinterdohr, Heide, Hensgesneuhaus, Kleinenhammer und  Oberkamp.
Als besonderes Bauwerk oder Einrichtung ist die Firma Knipex zu erwähnen.

## Verkehrsinfrastruktur

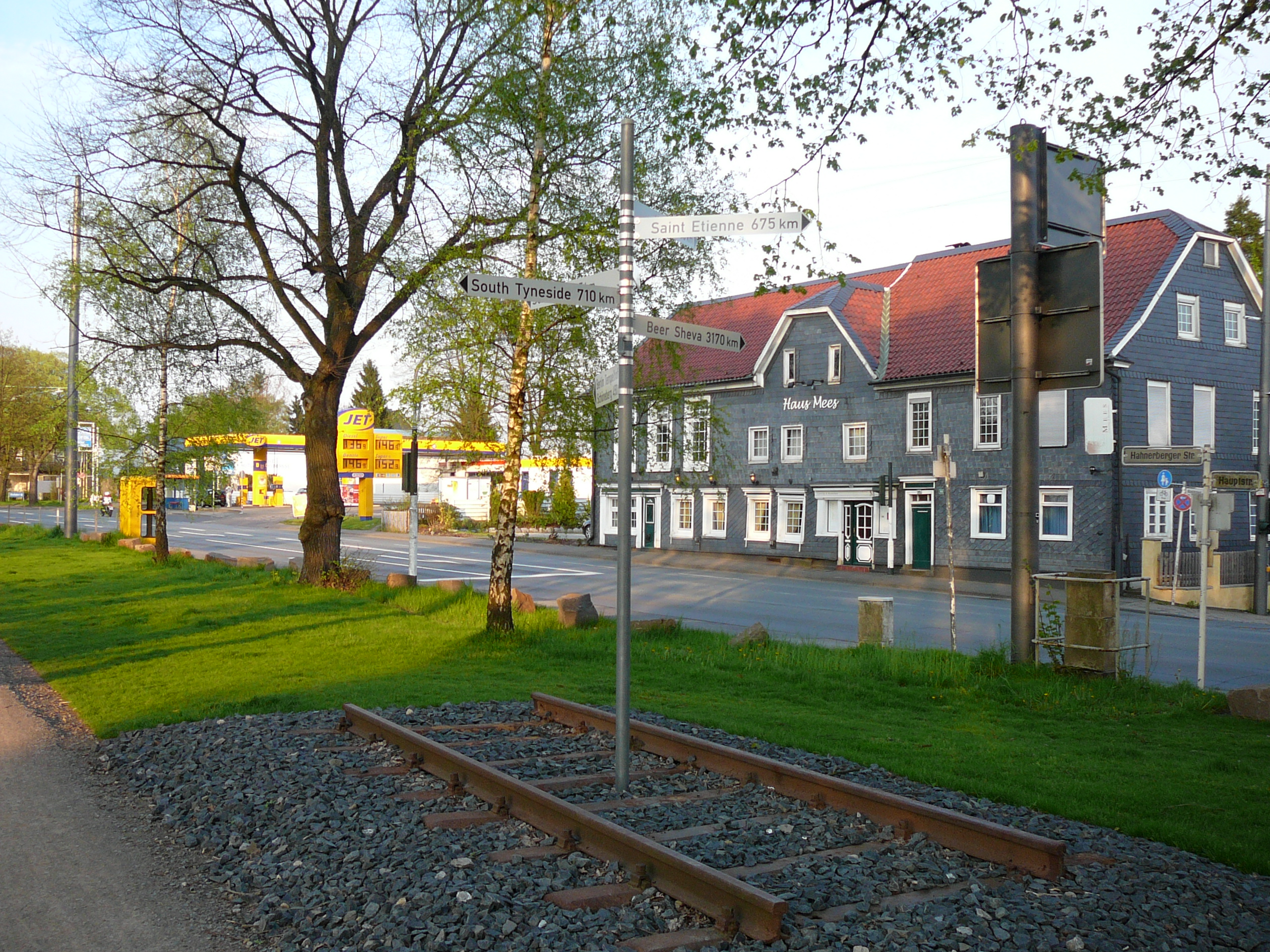
Der Standort des Haltepunkts Wuppertal-Cronenfeld nach der Stilllegung

Die stillgelegte Bahnstrecke Elberfeld–Cronenberg (Burgholzbahn) besaß im Wohnquartier einen 1891 eingerichteten Haltepunkt unter dem Namen Cronenfeld. Dieser Haltepunkt wurde 1952 in Wuppertal-Cronenfeld umbenannt und bis 1988 bedient.
Heute erinnert ein altes Gleisstück mit einem Richtungsschild der Partnerstädte Wuppertals an die Stelle, an der die Burgholzbahn früher hielt.